# Hardaway

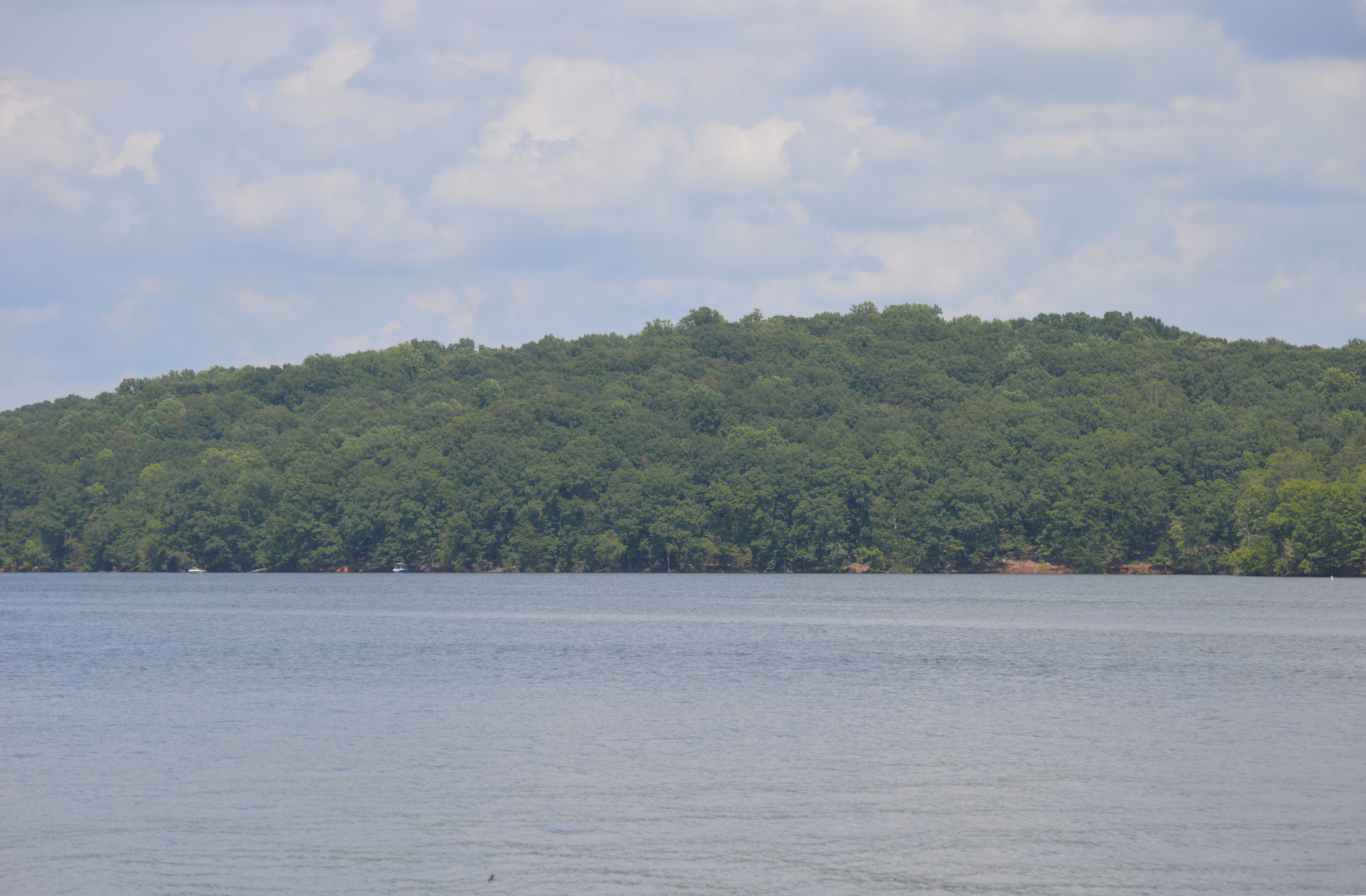
Avlägsen bild från sydväst

Hardaway är boplats som användes under mycket lång tid från tidig arkaisk tid ända fram i historisk tid. Officiella beteckningen i Smithsonian trinomial 31ST4. Platsen ligger nära Badin i North Carolina. Stenmaterial från Hardway användes för att datera material från andra platser i östra USA. Platsen förklarades som National Historic Landmark 1990.  Hardaway-platsen (31ST4) är förmodligen det mest kända platsnamnet i North Carolina och representerar den äldsta utgrävda platsen i delstaten.

## Namn
Namnet på platsen kommer från Hardaway Construction Company i Columbus, Georgia. År 1917 färdigställde företaget dammen som byggdes i floden Yadkin vid Narrows och håller tillbaka vattnet i Badin Lake.

## Beskrivning
Hardaway-platsen ligger på en ås med utsikt över Badinsjön i Uwharrie-bergen, ovanför Yadkinfloden på den platta toppen av en ås som bildar västsidan av en ravin. Platsen är stratifierad i fyra lager med kulturmaterial, som finns ovanför ett i övrigt sterilt lager av lera. Vart och ett av dessa lager innehåller omfattande bevis på mänskligt boende och användning, inklusive stenkantade härdar och stora volymer biprodukter från redskapstillverkning (litiskt avfall). Det översta lagret av materialet har störts av historiska aktiviteter, inklusive bosättningar av indianer under kolonialtiden och modern plöjning av åkermark.
Artefakterna vid Hardaway antyder att boplatsen bebotts av paleoamerikaner cirka 9 500 – 7 500 f.Kr. C-14 dateringar saknas, så det råder en viss oklarhet i dateringen. Vissa menar att Hardaway går tillbaka till Clovis (10 000 – 9 000 f.Kr.), medan andra dateras Hardaway till tidig arkaisk period eller övergångsperioden mellan paleoindiansk tid och tidig arkaisk . Platsen berömmelse vilar de tre platser som Coe använde för en obruten kedja av förhistoriska boplatser i Carolina från cirka 10 000 till för 2 500 år. Han beskrivning av spetsar blev en standard för identifiering av spjutspetsar från olika tider fram till keramik och jordbruk.

## Före utgrävningarna
Platsen anmäldes först av Herbert M. Doerschuk, en elektroingenjör för Carolina Aluminium Company. Doerschuk var samlare av fornsaker och en av de ursprungliga medlemmarna i Archaeological Society of North Carolina. Han visade Joffre Coe  Hardaway 1937. Coe bad 1938 Doerschuk att lämna en kort artikel om Hardaway och några artefakter för Societys första nyhetsbrev. Coe intresserad för graverade skifferbitar som hittats på Hardaway.  Coe bad Doerschuck ta ett slumpvis stickprov på 100 projektilspetsar, ordna dem i olika former, rita konturer av dem och registrera fördelningen eller varje form .

## Utgrävningarnas historia
Platsen identifierades av en amatörarkeolog 1937 och genomgick sin första professionella utgrävning 1948, under överinseende av University of North Carolina (UNC), enligt överenskommelse med markägaren, en föregångare till Alcoa, den nuvarande ägaren av platsen.
De första utgrävningarna ägde rum i Hardaway 1948. Joffre Coe, Paul Strieff och Herbert Doerschuk grävde då ut en yta omkring 2,5 kvadratmeter på platsen. De hittade en begravning från Skogsperioden, vilket gjorde slut på allt tid för utgrävningen. 1951 grävdes en ungefär lika stor yta ut, men 1955  började arbetet på allvar. Utgrävningar gjordes primitivt med skikt på 6-tumsnivåer oavsett straitgrafi, vilket skapade svårighet att tolka resultaten. Ett stort antal projektilspetsar hittades på alla nivåer men det fanns inte någon vertikal stratigrafi med olika typer på olika nivåer. 1958 ändrade Coe utgrävningsmetod och särskilja naturliga stratigrafiska zoner. Stratigrafin användes för att få vertikal kontroll på vilka djup olika spetsar hittades. Coe kunde dela sekvensen vid Hardaway i tre olika gamla faser. Vertikalt separerades former  av spetsar som kom att kallas Kirk, Palmer och Hardaway spetsar. Resultaten av utgrävningarna publicerades i Coes doktorsavhandling, The Formative Cultures of the Carolina Piedmont. Boken köptes av både professionella arkeologer och amatörsamlare. Samlarna använde inte bara boken för att identifiera exemplar i sina samlingar, utan många av dem använde också bokens kartor för att lokalisera viktiga arkeologiska platser, som de fortsatte att plundra. Detta ledde till att grytjägare från hela södern reste till North Carolina för att gräva på Hardaway och omgivande platser.
Det stora antalet samlare som grävde sönder och plundrade skapade stora problem för utgrävningarna, som hade gjorts med mycket liten finansiering. Under 1950-talet hjälpte Stanley South och David Phelps med sina grävlag från närliggande Town Creek-platsen till Hardaway. Utgrävningen gjordes av  små besättningar som grävde små ytor för att förstå stratigrafin. Grävdikena låg runt vad man ansåg vara hjärtat av platsen. Detta område  skulle sparas  för att grävas ut ordentligt med bättre finansiering. Platsens centrum var naturligt nog av stort intresse för plundrarna. University of North Carolina försökte med personal och doktorander bevaka platsen och jaga bort de plundrande samlarna dock med liten framgång. År 1972 såg området ut som ett tungt artillerinedslagsområde. Hela platsen täcktes av stora kraterhål från det ursprungliga utgrävningsområdet till vattenkanten vid sjön. De som greps på bar gärning hävdade att Coe hade gjort allt han någonsin skulle göra på platsen, så de borde få gräva nu när han var klar. Trots detta har Hardaway  fortsatt efter detta varit av stor betydelse för de arkeologer som arbetar med sydöstra USA:s arkeologi. 1980 hade mer än sju ton kulturellt material sparats från platsen. Arkeologerna fick studera de funna artefakterna, men Alcoa (markägaren) behöll ägandet av alla artefakterna. 2005 donerade Alcoa dock de mer än 1,3 miljoner artefakterna till UNC. Coe återupptog utgrävningarna 1975. Förhoppningen var att delar av de djupare lagren kunde ha undkommit plundrare. Utgrävningar fram till 1980. Tyvärr hittades aldrig de ostörda avlagringar. Utgrävningarna mellan 1975 och 1980 hittade massor av stenverktyg och avfall från tillverkningen. Tidigare utgrävningar slängde de flesta avslagen, så detta nya material i samlingarna kan svara på nya frågor om tillverkningen av stenverktyg.

## Diskussion inom forskningen om platsen
En av de mest gåtfulla forskningsfrågorna som involverar Hardaway-platsen är exakt vad de litiska (sten)komplexen Hardaway och Hardaway-Dalton representerar. Alternativ A menar att spetsarna representerar hela den tidiga arkaiska perioden från 8 000 f.Kr. till 6.000 f.Kr. i North Carolina. Bevis för detta C-14 dateringar av Dalton-punkter från Mellanvästern ger resultaten 8 500 f.Kr. till 7 900 f.Kr. Hardaway-Dalton-spetsarna har större utbredning och tillverkades av en bredare variation av råmaterial än de tidigare spjutspetsarna Clovis och Folsom. Den geografiska spridningen och variationen av råvaror speglar mer tidiga arkaiska samlingar än äldre.
Den andra tolkningen, Alternativ B, är att både Hardaway och Hardaway-Dalton härstammar  från den paleoindiska perioden (9 500 till 7 500 f.Kr.). Joffre Coe menade att Hardaway-komplexet det vill säga Hardaway Blade, Hardaway-Dalton, Hardaway Side-Notched representerar skillnader över en längre tid. Andra arkeologer menar att de representerar olika stadier av tillverkning eller förändring av verktyg, omskärpning efter användning  eller geografiska skillnader. Alternativ B stöds av att de andra stenredskapen i Hardaway-komplexet mest liknar de som används av paleoindianer. I synnerhet gäller det ensidiga ändskrapor och sidoskrapor som är identiska med de som finns på andra paleoindiska platser.
Om Coes kronologiska indelning av Hardaway-spjutspetsar är riktig. så kan den tidigaste typen Hardaway Blade vara lika tidig som Clovis. Stratigrafin på platsen ger tyvärr inte svar på frågan. Randy Daniels, undersökte grävmaterialet från 1950-talet, och många artefakterna från slutfasen av utgrävningarna på 1970-talet. Han fann fler Hardaway-Daltons än Hardaway Blades i den lägsta lagret vid Hardaway. Denna vertikala fördelning kan bero på att Hardaway-blad är förarbeten, ofärdiga Hardaway-Dalton spetsar. Det understödjer tolkningen att olika typer kan vara olika stadier i verktygen tillverkning eller ändringar än olika separata  spetsar och sätter ett frågetecken för Palmer och Kirk sekvensen i serien också.Kritik av alternativ att det är sekvenser i tillverkningen, och att hela  komplexet härstammar från den paleoindianska perioden menar att komplexet har utvecklats under lång tid. Albert Goodyear föreslog år 1982 att boplatsen bara fanns från 8 500 till 7 900 f.Kr. Flertalet arkeologer det var en extremt kort tid. Daniels analys breddade utbudet av stenverktyg  när han identifierade ytterligare en spets i samlingen - Small Dalton.North Carolina finns bara två platser som hjälper till att lösa frågan. Under slutet av 1970-talet grävdes platserna 31Ch29 och 31Ch8 öster om Haw River i Chatham County som sedan dränktes av B. Everett Jordan Lake. Utgrävningarnas sekvens av artefakter bekräftade kronologin och typologin hos Coe . Inget organiskt material kunde C-14 dateras. I slutändan kommer frågan att avgöras om andra platser upptäcks kan dateras säkert med C-14 eller andra dateringar.